# Olearia traversiorum
Olearia traversiorum (Engels: Chatham Island akeake of Chatham Island tree daisy) is een plantensoort uit de composietenfamilie (Asteraceae). De soort staat op de Rode Lijst van de IUCN geklasseerd als 'gevoelig'.
Het is een kleine boom. De boom heeft ovale donkergroene leerachtige bladeren die aan de onderkant een witachtig kleur hebben. De bladeren zijn 15-80 millimeter lang en 10-46 millimeter breed. De bloemen zijn crème- of bruinkleurig en groeien in kleine trossen, die in het late voorjaar verschijnen. De zaden zijn pluizig.
De soort komt voor op de Chathameilanden, gelegen ten oosten van Nieuw-Zeeland in de zuidelijke Grote Oceaan. Hij groeit daar in laaglandbossen en in duingebieden. Verder wordt de soort ook aangetroffen langs de rand van grotere lagunes en meren en soms op kliffen.

## Synoniemen
- Aster traversiorum (F.Muell.) Kuntze
- Eurybia traversiorum F.Muell.
- Olearia traversii F.Muell. ex J.Buch.